# Beto Rockfeller
Beto Rockfeller é uma telenovela brasileira exibida pela TV Tupi de 4 de novembro de 1968 a 30 de novembro de 1969 em 335 capítulos. Sucedeu Amor Sem Deus e antecedeu Super Plá na faixa das 20 horas.
Escrita por Bráulio Pedroso, com colaboração de Eloy Araújo, Ilo Bandeira e Guido Junqueira, teve direção de Lima Duarte, posteriormente substituído por Walter Avancini.
Conta com as atuações de Luis Gustavo, Débora Duarte, Bete Mendes, Plínio Marcos, Ana Rosa, Irene Ravache, Walter Forster, Maria Della Costa e Marília Pêra nos papéis principais.

## Produção e veiculação
A teledramaturgia brasileira se divide em duas fases:  antes e depois de Beto Rockfeller, que representou um grande sucesso na época, inovando o estilo de se fazer telenovelas no país. Enquanto a superprodução era a arma da TV Excelsior - principal concorrente da TV Tupi, na época - para segurar a audiência, a Tupi apostava na linha iniciada em 1968, com a novela Antônio Maria, de Geraldo Vietri, no horário das sete. O processo de nacionalização das novelas brasileiras  teve início em Beto Rockfeller, às 20 horas, abrindo caminho para um novo formato que passou a ser seguido pelas demais emissoras. A ideia inicial da telenovela surgiu de Cassiano Gabus Mendes, diretor artístico da Tupi, que procurou o dramaturgo Bráulio Pedroso, editor do caderno de literatura do Estadão, que logo aceitou o desafio. Os textos tiveram de ser  adaptados por Lima Duarte,  pois Bráulio escrevia peças de teatro e pouco entendia de televisão. Cassiano, Bráulio e Lima estavam por trás de uma trama simples, mas que mostrava uma nova proposta de trabalho para a televisão brasileira.
Beto Rockfeller abandonava, então, a linha de atitudes dramáticas e artificiais que acompanhavam as telenovelas  desde que o gênero havia conquistado o gosto nacional. Na verdade, uma primeira tentativa havia sido feita por Lauro César Muniz, em 1966, com Ninguém Crê em Mim, na TV Excelsior, em que o tom coloquial dos diálogos rompia com os padrões estabelecidos, até então, pelas novelas. Todavia, só mesmo com o trabalho de criação e o posicionamento de modernizar a linha das telenovelas, foi possível adaptar o público às novas exigências, não apenas  os diálogos, mas principalmente a estrutura da história, para ganhar mais proximidade com o público. O próprio protagonista da trama  representou uma enorme inovação, ao introduzir a imagem de um anti-herói, diferente dos demais apresentados pelas telenovelas anteriores, de um personagem de caráter firme, sensato, absolutamente honesto e capaz de qualquer proeza para a salvar a heroína das adversidades.  A sua concepção procurava se aproximar das pessoas comuns, isto é, de ter  atitudes boas ou más conforme as situações enfrentadas no dia a dia.
A telenovela revolucionou até o modelo de interpretação dos atores, que passou dos exagerados gestos dramáticos para um forma natural. O próprio Luiz Gustavo,  que interpretou o protagonista da trama,  fazia questão que o personagem fosse o mais verdadeiro possível.  A linguagem era coloquial e os diálogos incorporavam gírias e expressões do cotidiano. Isso fazia com que o público se identificasse com a história. Muitas vezes os atores improvisavam suas falas, inventando diálogos que não estavam no script, o que também era novo na TV. Um dos méritos da novela foi dar ao público uma fantasia com gosto de realidade.  As notícias dos jornais da época faziam parte de sua trama. Os fatos mais sensacionais e as fofocas mais quentes eram comentados por seus personagens. Outra inovação foi a trilha sonora, que deixou de trazer temas sinfônicos tocados por orquestras e utilizou sucessos populares da época, como os  Rolling Stones, Salvatore Adamo e Bee Gees.   A única exceção  foi a versão instrumental de Franck Pourcel para a canção "Here, There and Everywhere", dos Beatles.   A identificação do público com personagens e seus temas musicais começou com Beto Rockfeller. No entanto, uma trilha sonora "oficial" da novela nunca foi lançada comercialmente.
Mas nem tudo foi perfeito em Beto Rockfeller. O sucesso fez com que a emissora "espichasse" sua história, e Bráulio Pedroso,  com  grande estafa, abandonou provisoriamente a sua obra, quando foi substituído por três autores liderados por Eloy Araújo. Lima Duarte também se ausentou, sendo substituído pelo diretor Walter Avancini. Alguns atores tiraram férias,  e muitos dos capítulos eram preenchidos com qualquer "criação" de emergência: um grupo de jovens dançando numa festinha, um personagem caminhando indeciso ou então uma determinada ação, sem diálogos, era acompanhada por alguma música de sucesso. Com uma mudança tão radical, a novela poderia perder audiência, o que não aconteceu. A novela também foi a primeira a utilizar tomadas aéreas:  os técnicos voaram de helicóptero para gravar uma cena do pesadelo do protagonista central da trama.
Foi a primeira novela a usar o merchandising, ainda que não em caráter oficial. Era do medicamento Engov, pois o personagem bebia muito uísque,  e Luiz Gustavo faturava cada vez que engolia o comprimido em cena.
Em 1973, Braúlio Pedroso escreveu uma continuação da telenovela (A Volta de Beto Rockfeller) com parte do elenco original, mas não conseguiu a repercussão esperada.
Foram preservados 7 capítulos da telenovela, atualmente guardados na Cinemateca Brasileira, em São Paulo. Quase todos os capítulos foram apagados pela própria emissora, que usava as fitas para gravar por cima os capítulos seguintes. A Tupi já passava por dificuldades financeiras e todos os projetos que apareciam tinham de ser feitos com baixos custos, mas que trouxessem lucros.

## Sinopse
Alberto - ou Beto, como é mais conhecido - é um charmoso representante da classe média-baixa que mora com os pais, Pedro e Rosa, e a irmã, Neide, no bairro de Pinheiros, em São Paulo, e trabalha como vendedor em uma loja de sapatos na Rua Teodoro Sampaio.
Com sua intuição, perspicácia e malandragem, o vendedor Beto se transforma em Beto Rockfeller, primo em terceiro grau do magnata norte-americano Nelson Rockefeller, e consegue penetrar na alta sociedade, através de sua namorada rica, Lu, filha dos milionários Otávio e Maitê. Assim, ele consegue frequentar as badaladas festas e as rodas da mais alta sociedade paulistana.
Quem Beto preferirá afinal? A temperamental Lu, garota sofisticada e rodeada de gente importante ou a inocente Cida, a humilde namoradinha da vizinhança? A contradição será explicada através de seu nome: Beto, humilde e trabalhador do bairro simples, e Rockfeller, sofisticado e badalado da Rua Augusta - lugar muito frequentado pela alta roda nos anos 60.
Enquanto vacila entre os dois extremos, a grã-finagem dobra-se ante seu maniqueísmo, e ele tem de fazer toda ordem de trapaça para que sua origem - que já não é segredo para Renata, uma jovem grã-fina decadente - não seja descoberta. Para se safar das confusões, o bicão Beto conta sempre com a ajuda dos fiéis amigos Vitório e Saldanha.

## Elenco
| Ator/Atriz           | Personagem                                                    |
| -------------------- | ------------------------------------------------------------- |
| Luiz Gustavo         | Alberto Rocha (Beto Rockfeller)                               |
| Bete Mendes          | Renata                                                        |
| Débora Duarte        | Luísa (Lu)                                                    |
| Plínio Marcos        | Vitório                                                       |
| Ana Rosa             | Maria Aparecida (Cida)                                        |
| Lima Duarte          | Domingos / Duarte / Conde Vladimir / Secundino / Manoel Maria |
| Irene Ravache        | Neide                                                         |
| Marília Pêra         | Manuela                                                       |
| Walter Forster       | Otávio                                                        |
| Maria Della Costa    | Maitê                                                         |
| Walderez de Barros   | Mercedes                                                      |
| Pepita Rodrigues     | Bárbara                                                       |
| Wladimir Nikolaieff  | Olavo (Lavito)                                                |
| Rodrigo Santiago     | Carlucho                                                      |
| Yara Lins            | Clotilde (Clô)                                                |
| Gésio Amadeu         | Gésio                                                         |
| Zezé Motta           | Josefa (Zezé)                                                 |
| Jofre Soares         | Pedro                                                         |
| Eleonor Bruno        | Rosa                                                          |
| Ruy Rezende          | Saldanha                                                      |
| Luiz Américo         | Tomás                                                         |
| Márcia Rodrigues     | Regina                                                        |
| Jaime Barcellos      | Fernando                                                      |
| Marilda Pedroso      | Mila                                                          |
| Heleno Prestes       | Otávio Filho (Tavinho)                                        |
| Martha Overbeck      | Dalva                                                         |
| Renato Corte Real    | Bertoldo                                                      |
| Liana Duval          | Carmélia                                                      |
| Walter Stuart        | Sr. Vicenzo                                                   |
| Etty Fraser          | Madame Waleska                                                |
| Felipe Donavan       | Delegado Moreno                                               |
| Esther Mellinger     | Tânia                                                         |
| João Carlos Midnight | Oswaldo (Vadeco)                                              |
| Lourdes de Moraes    | Magda                                                         |
| Luísa di Franco      | Beatriz (Bia)                                                 |
| Alceu Nunes          | Polidoro                                                      |
| Francisco Trentini   | Canuto                                                        |

### Participações especiais
| Ator          | Personagem   |
| ------------- | ------------ |
| Othon Bastos  | Dias Barreto |
| Iolanda Braga | Carolina     |

## Trilha sonora
- "F... Comme Femme" - Adamo
- "Here, There and Everywhere" - The Beatles
- "I Started a Joke" - Bee Gees
- "Sentado à Beira do Caminho" - Erasmo Carlos
- "Nobody But Me" - Human Beinz
- "Kid Games and Nursery Rhymes" - Shirley & Alfred
- "Surfer Dan" - The Turtles
- "I'm Gonna Get Married" - Sunday
- "Abraham, Martin and John" - Moms Mabley
- "You've Got Your Troubles" - Jack Jones
- "The n' Crowd" - Jack Jones
- "Dio Come Ti Amo" - Gigliola Cinquetti
- "Sunflower" - Mason Williams
- "Someone You've Loved" - Shirley Horn
- "Summertime" - Big Brother & Holding Co. - Janis Joplin
- "Just a Dream Ago" - Rita Moss
- "The Bright Lights and You, Girl" - Ray Charles
- "Sympathy for the Devil" - The Rolling Stones - Beggars Banquet Album

## Audiência
A trama teve média geral de audiência de 22 pontos (21,69) e foi a última novela das 20 horas da Tupi a competir diretamente com a TV Globo na audiência, pois esta, a partir de Véu de Noiva, ainda em 1969, de Janete Clair, assume a liderança no horário.

## Prêmios e indicações
| Ano  | Prêmio          | Categoria          | Indicado        | Resultado |
| ---- | --------------- | ------------------ | --------------- | --------- |
| 1970 | Troféu Imprensa | Melhor Novela      | Melhor Novela   | Venceu    |
| 1970 | Troféu Imprensa | Melhor Roteirista  | Bráulio Pedroso | Indicado  |
| 1970 | Troféu Imprensa | Melhor Diretor     | Lima Duarte     | Venceu    |
| 1970 | Troféu Imprensa | Melhor Atriz       | Débora Duarte   | Venceu    |
| 1970 | Troféu Imprensa | Melhor Ator        | Luis Gustavo    | Indicado  |
| 1970 | Troféu Imprensa | Revelação Feminina | Bete Mendes     | Indicado  |